# 20270 Phildeutsch
20270 Phildeutsch è un asteroide della fascia principale. Scoperto nel 1998, presenta un'orbita caratterizzata da un semiasse maggiore pari a 2,4070253 UA e da un'eccentricità di 0,1885028, inclinata di 1,92146° rispetto all'eclittica.